# ニコラウ・デ・フィゲイレド
ニコラウ・デ（ジ）・フィゲイレド（Nicolau de Figueiredo、1960年 - 2016年 ）はブラジル・サンパウロ出身のチェンバロ・オルガン奏者。心臓発作のため生地サンパウロで死亡。
ピアノ、オルガン、チェンバロ、室内楽を学んだ後、ヴェネツィア、クリソン、ジュネーヴでオルガンをライオネル・ロッグ、チェンバロをケネス・ギルバートとクリスティアヌ・ジャコテに師事した。1984年、ナント国際チェンバロコンクールで優勝。その後グスタフ・レオンハルト、スコット・ロスに教えをうけている。ヴォーカル・コーチとしてルネ・ヤコーブスのオペラ・プロダクションに参加する他、ソロ活動も行った。
1990年 - 2000年にはバーゼル・スコラ・カントルムでオペラとバロック音楽解釈を教え、2004年 - 2007年にはパリ音楽院にチェンバロ科の教授として在籍。
指揮者としても活躍し、2011年にはセビリア・バロック・オーケストラを指揮してカウンター・テナー歌手のカルロス・メーナと共にドメニコ・スカルラッティの作品を録音した。